# 党外知识分子
党外知识分子是中国共产党的政治术语，指的是非中国共产党籍的知识分子，与党内知识分子相对。

## 简介
党外知识分子是中国共产党统战对象之一，而党内知识分子受到《中国共产党章程》约束。党外知识分子主要包括各民主党派、工商联中的知识分子和无党无派的知识分子。
中国共产党对党外知识分子的统战工作可以追溯到建国前。

## 工作方式
党外知识分子工作主要包括国家机关和高校、科研院所、国有企业等国有企事业单位党外知识分子工作，新经济组织和新社会组织党外知识分子工作（其中包括新媒体从业人员工作），以及出国和归国留学人员工作。
中华人民共和国各高校中共党委设有统战部，其中对党外知识分子的统战方式包括：
- 通过情况通报、重大问题征求意见、座谈会向党外知识分子征求意见
- 邀请党外知识分子参加学校有关会议和阅读文件
- 学校领导干部与党外知识分子定期联系

各高校中共党委还承担对党外知识分子进行“思想政治引导工作”的职责，例如通过办班培训、辅导报告、座谈交流等多种形式，组织党外知识分子系统学习中国特色社会主义理论体系。